# Нозадзе, Рамаз
Рамаз Нозадзе (груз. რამაზ ნოზაძე, род. 16 октября 1983, Тбилиси) — грузинский борец греко-римского стиля, чемпион мира и Европы, призёр Олимпийских игр.

## Биография
Родился в 1983 году в Тбилиси. В 2003 году стал чемпионом Европы и завоевал бронзовую медаль чемпионата мира. В 2004 году стал серебряным призёром Олимпийских игр в Афинах. В 2007 году стал чемпионом мира и Европы. В 2008 году стал бронзовым призёром чемпионата Европы, но на Олимпийских играх 2008 года в Пекине был лишь 12-м. Был знаменосцем команды Грузии на церемонии открытия Олимпиады в Пекине.